# Gbomblora (département)
Cet article concerne le département et la commune rurale. Pour le village chef-lieu, voir Gbomblora.
Gbomblora est un département et une commune rurale de la province du Poni, situé dans la région du Sud-Ouest au Burkina Faso.

## Géographie

### Démographie
- En 2006, le département comptabilisait 18 793 habitants[1].

## Administration

### Villages
Le département et la commune rurale de Gbomblora est administrativement composé de soixante-seize villages, dont le village chef-lieu homonyme (données de population consolidées en 2012 issues du recensement général de 2006) :
- Bahouan (174 habitants)
- Banié (82 habitants)
- Bontara (233 habitants)
- Borohir (221 habitants)
- Boudéo (32 habitants)
- Boukantié (85 habitants)
- Boumié (8 habitants)
- Dagnoro (252 habitants)
- Dakoutéon (124 habitants)
- Dalampouo (303 habitants)
- Dalampour (679 habitants)
- Damanadiao (265 habitants)
- Dikpéré (752 habitants)
- Djèpèra (113 habitants)
- Djinko (400 habitants)
- Dolonyoura (178 habitants)
- Dombiéré (92 habitants)
- Domser (141 habitants)
- Doudou (144 habitants)
- Doudou-Birifor (592 habitants)
- Doumoukéra (39 habitants)
- Dounkomina (474 habitants)
- Doyèra (23 habitants)
- Gamala (366 habitants)
- Gbokora (68 habitants)
- Gbomblora (119 habitants), chef-lieu
- Gbomblora-Kpèna (250 habitants)
- Gbonkoro (67 habitants)
- Gboulougnora (94 habitants)
- Gonbiréra (100 habitants)
- Gongombiro (364 habitants)
- Goran (293 habitants)
- Hipiel (248 habitants)
- Houiéo (748 habitants)
- Houlbèra (133 habitants)
- Iridiaka (223 habitants)
- Kalséo (304 habitants)
- Kampène (378 habitants)
- Kelgbora (124 habitants)
- Kohinora-Sansana (591 habitants)
- Kollé (297 habitants)
- Korgho (31 habitants)
- Koukiè (16 habitants)
- Kouradatéon (77 habitants)
- Kpoko (301 habitants)
- Lobio (182 habitants)
- Lombilé (64 habitants)
- Mébar-Birifor (66 habitants)
- Mébar-Dagara (377 habitants)
- Nièssè (442 habitants)
- Ouardaradou (480 habitants)
- Oukouéra (134 habitants)
- Pélinka (229 habitants)
- Pélinka-Youmboura (174 habitants)
- Ponalatéon (216 habitants)
- Sanwara (308 habitants)
- Sanwara-Tinkiro (240 habitants)
- Séwèra (229 habitants)
- Sillaba (196 habitants)
- Sonsira (59 habitants)
- Sorkoum (237 habitants)
- Soukoutéon (307 habitants)
- Sourapèra (92 habitants)
- Tampour (621 habitants)
- Tantouo (409 habitants)
- Tiogbalandi (54 habitants)
- Tiomolo (161 habitants)
- Tobo-Tankori (867 habitants)
- Tobo-Wélétéon (254 habitants)
- Tokpora (314 habitants)
- Tolkaboua (478 habitants)
- Tonkarlamine (264 habitants)
- Voubira (284 habitants)
- Wirko (35 habitants)
- Wolo-Wolo (51 habitants)
- Zimoulékpoul (371 habitants)